# Aflibercept
Aflibercept je rekombinantni fuzioni protein koji se sastoji od dve glavne komponente: vezujućeg dela vaskularnog endotelnog faktora rasta (VEGF) iz ekstracelularnih domena ljudskih VEGF receptora 1 i 2, koji su spojeni sa Fc porcijom ljudskog IgG1. Aflibercept je oftalmički agens, koji se koristi u lečenju makularnog edema nakon centralne retinalne venske okcluzije (CRVO) i neovaskularne starosne makularne degeneracije (AMD). FDA je odobrila primenu ovog leka novembera 2011 a EMA novembera 2012.

## Literatura
- Hardman JG, Limbird LE, Gilman AG (2001). Goodman & Gilman's The Pharmacological Basis of Therapeutics (10. изд.). New York: McGraw-Hill. ISBN 0071354697. doi:10.1036/0071422803.
- Thomas L. Lemke; David A. Williams, ур. (2007). Foye's Principles of Medicinal Chemistry (6. изд.). Baltimore: Lippincott Willams & Wilkins. ISBN 0781768799.

## Spoljašnje veze
|  | Molimo Vas, obratite pažnju na važno upozorenje u vezi sa temama iz oblasti medicine (zdravlja). |